# توم ستيفنز
توم ستيفنز (بالإنجليزية: Tom Stephens)‏ هو سياسي أسترالي، ولد في 15 نوفمبر 1951 في سيدني في أستراليا. حزبياً، نشط في حزب العمال الأسترالي. وقد انتخب عضو الجمعية التشريعية لأستراليا الغربية.